# 이혜정
이혜정(1956년 11월 30일~)은 대한민국의 요리 연구가 겸 사업가이자 방송인이다. 대구 출생이고, 흔히 빅마마(Big Mama)라는 닉네임으로 유명키도 하다.

## 생애
본은 경주(慶州)로, 유한킴벌리 회장을 지낸 故 이종대 회장의 2남 1녀 가운데 맏딸로 태어나 1979년 당시 4년 연상의 육군 군의관 대위였던 의학박사 고민환 영남대학교 의료원 산부인과 과장과 결혼하였으며, 1980년에서부터 이듬해 1981년까지 부군 고민환 당시 육군 대위가 군의관으로 전방 부임한 강원도 횡성군에서 1년간 지내기도 하였다. 뛰어난 요리 솜씨로써 1993년 대구 지역의 대구문화방송 TV 프로그램 출연을 하면서 인지도를 얻자 요리 강사로 일하기 시작하였으며, 본격적으로 요리 연구가의 길을 걸었다.
43세에 이탈리아 ICIF 요리학교의 요리 과정을 수료하였는데 이때 재료를 정량화하지 않는 그녀의 요리 방법 때문에 빅마마라는 별명을 갖게 되었다. 궁중요리 전수자인 황혜성 여사를 사사하였다. 2004년에 OLIVE에서 방영한 《빅마마의 오픈 키친》의 진행자로 출연하면서 대중에게 알려지기 시작했다. 특유의 입담으로 요리 프로그램은 물론 라디오 프로그램의 게스트로도 활약하였다. 지상파는 물론 종편과 케이블 채널에서 음식과 관련된 프로그램을 진행 중이며 다양한 예능 프로그램에서 얼굴을 비추고 있다.
본인 자신을 모델로 내세운 다양한 음식사업도 진행하고 있는데 찐빵과 호빵의 전자식품에서 고추장의 발효식품까지 그 범위가 넓다. 현재 경기도 과천시에서 키친스토리라는 쿠킹 스튜디오를 운영하여 대표이사를 지내고 있다.

## 학력
- 중앙대학교 사범대학 부속여자고등학교 (졸업)
- 효성여자대학교 가정학과 (학사)
- 이탈리아 토리노 ICIF요리학교 졸업 (한국인 졸업생)

## 출연작

### 방송
- 2004년 tvN STORY 《빅마마의 오픈키친》
- 2005년 EBS1 《최고의 요리 비결》
- 2005년 KBS1 《TV는 사랑을 싣고》
- 2006년 SBS 《똑똑한 12가지 밥상》
- 2006년 KBS1 《퀴즈 대한민국》
- 2006년 EBS1 《알짜 살림의 여왕》
- 2006년 MBC 《뽀뽀뽀 아이 조아》
- 2007년 SBS 《김미화의 U》
- 2007년 KBS2 《여유만만》
- 2008년 KBS1 《TV 책을 말하다》
- 2008년 KBS1 《여성공감》
- 2008년 SBS 《잘먹고 잘사는 법》
- 2009년 MBC 《무한도전》
- 2010년 KBS2 《해피버스데이》
- 2010년 SBS 《생활의 달인》
- 2010년 KBS1 《체험 삶의 현장》
- 2011년 SBS 《자기야 백년손님》
- 2011년 JTBC 《닥터의 승부》
- 2011년 KBS2 《비타민》
- 2011년 KBS1 《무엇이든 물어보세요》
- 2011년 KBS1 《아침마당》
- 2012년 MBN 《고수의 비법 황금알》
- 2012년 MBC 에브리원 《싱글즈 트렌드 메이커》
- 2012년 MBC 《100세 건강 닥터스》
- 2012년 SBS 《좋은 아침》
- 2012년 KBS2 《남자의 자격》
- 2012년 MBN 《속풀이쇼 동치미》
- 2012년 TV조선 《홍혜걸의 닥터 콘서트》
- 2012년 KBS 조이 《B1A4의 헬로 베이비》
- 2013년 MBN 《인생고민 해결SHOW 신세계》
- 2013년 tvN 《세 얼간이》
- 2013년 TV조선 《모녀기타》
- 2013년 MBC 《기분 좋은 날》
- 2013년 KBS2 《위기탈출 넘버원》
- 2013년 MBC 《휴먼다큐 사람이 좋다》
- 2013년 MBN 《맛있는 수다》
- 2013년 SBS 《맨발의 친구들》
- 2013년 MBC 《진짜사나이》
- 2014년 채널A 《내조의 여왕》
- 2014년 JTBC 《님과 함께》 (특별출연)
- 2014년 KBS2 《1 대 100》
- 2014년 채널A 《먹방쇼 맛의 전설》
- 2014년 KBS1 《사랑의 리퀘스트》
- 2014년 KBS2 《슈퍼맨이 돌아왔다》
- 2014년 EBS1 《세계견문록 아틀라스》
- 2014년 MBN 《현장랭킹 쇼 BIG3》
- 2015년 채널A 《아내가 뿔났다》
- 2015년 SBS 《동상이몽, 괜찮아 괜찮아》
- 2015년 MBC 《마이 리틀 텔레비전》
- 2015년 온 스타일 《채널소시》
- 2015년 채널A 《이제 만나러 갑니다》
- 2015년 MBC 《세바퀴》
- 2015년 EBS1 《EBS 초대석》
- 2015년 KBS2 《인간의 조건》
- 2015년 SBS 《웃찾사》 (특별출연)
- 2015년 KBS2 《TOP밴드 3》
- 2015년 MBN 《언니들의 선택》
- 2015년 MBC 《찾아라! 맛있는 TV》
- 2016년 KBS2 《해피투게더》
- 2016년 KBS2 《글로벌 남편백서 내편, 남편》
- 2016년 KBS1 《이웃사이다》
- 2016년 JTBC 《반달친구》
- 2016년 MBC 《능력자들》
- 2016년 KBS2 《대국민 토크쇼 안녕하세요》
- 2016년 TV조선 《솔깃한 연예토크 호박씨》
- 2016년 TV조선 《살림 9단의 만물상》
- 2016년 SBS 《런닝맨》
- 2016년 MBC 《우리 결혼했어요》
- 2016년 SBS 《영재발굴단》
- 2016년 채널A 《아빠본색》
- 2016년 TV조선 《스타쇼 원더풀데이》
- 2016년 채널A 《도플갱어쇼 별을 닮은 그대》
- 2017년 JTBC 《잘 먹겠습니다》
- 2017년 tvN DRAMA 《어쩌다 어른》
- 2017년 채널A 《나는 몸신이다》
- 2017년 JTBC 《꿈스타그렘》
- 2017년 SBS 플러스 《머스트잇 20》
- 2017년 채널A 《개밥 주는 남자 시즌 2》 - 게스트 출연
- 2017년 SBS 《싱글와이프》
- 2017년 E채널 《별거가 별거냐 시즌2》
- 2017년 tvN 《알바트로스》
- 2017년 TV조선 《더 늦기전에 친정엄마》
- 2017년 MBC 《랭킹쇼 123》
- 2018년 EBS1 《개슐랭가이드》
- 2018년 JTBC 《착하게 살자》
- 2018년 KBS2 《김생민의 영수증 시즌2》
- 2018년 MBC 《황금어장 라디오스타》
- 2018년 EBS1 《조식포함 아파트》
- 2018년 tvN STORY 《다해먹는 요리학교: 오늘 뭐먹지 》
- 2018년 KBS1 《박원숙의 같이 삽시다》
- 2018년 MBC 《미스터리 음악쇼 복면가왕》 - 문어...지지 않아요... 점쟁이 문어 <참가자>
- 2018년 tvN 《수미네 반찬》
- 2019년 MBC 에브리원 《비디오스타》
- 2019년 KBS2 《1박 2일 시즌3》
- 2019년 SBS 《백종원의 미스터리 키친》 - 핑크 셰프
- 2019년 tvN STORY 《모두의 주방》
- 2019년 KBS 조이 《쇼핑의 참견 시즌2》
- 2019년 tvN 《서울메이트 시즌3》
- 2019년 MBN 《모던 패밀리》
- 2019년 JTBC 《이태리 오징어순대집》
- 2020년 채널A 《어바웃 해피 & 길길이 다시 산다》
- 2020년 KBS2 《개그콘서트》 (특별출연)
- 2020년 KBS2 《신상출시 편스토랑》
- 2020년 채널A 《다시 뜨거워지고 싶은 애로부부》
- 2020년 코미디TV 《맛있는 녀석들》
- 2020년 TV조선 《뽕숭아학당》
- 2021년 JTBC 《아는 형님》
- 2021년 KBS2 《수미산장》 - 12회
- 2021년 TV조선 《내 딸 하자》
- 2021년 JTBC 《해방타운》
- 2021년 KBS1 《동행》
- 2021년 JTBC 《쿡킹: 요리왕의 탄생》
- 2021년 E채널 《노는언니》
- 2021년 디스커버리 채널 《맛있는 코멘터리 단짠단짝》
- 2022년 TV조선 《개나리학당》
- 2022년 KBS1 《노래가 좋아》
- 2023년 채널A 《오은영의 금쪽 상담소》
- 2023년 채널A 《결혼 말고 동거》
- 2024년 MBN 《한 번쯤 이혼할 결심》
- 2024년 KBS1 《6시 내고향》

### 드라마
- 2009년 tvN 토요시트콤 《세 남자》 (특별출연)
- 2015년 MBC 주말특별기획 드라마 《여왕의 꽃》 - 본인 역
- 2018년 MBC 예능드라마 《대장금이 보고있다》 - 삼남매의 엄마 역
- 2020년 KBS1 일일연속극 《누가 뭐래도》 - 본인 역

### 연극
- 2019년 《잇츠홈쇼핑 주식회사》

### 광고 내역
- 팔도 일품짜장면
- 치킨더홈
- 잼버스코리아 칠팩터
- 동국제약 훼라민Q
- 푸드뱅크
- AIA생명 뉴 원스톱 암보험
- 청정원 카레여왕
- 유한크로락스 유한락스
- KT 전무후무 멤버십
- 담양죽순생산자 단체협의회 황금순
- 농심 쌀국수

### 라디오
- SBS 러브FM 《김창열의 올드스쿨》 - 빅마마의 기술&가정 (고정게스트)
- SBS 러브FM 《송은이, 김숙의 언니네 라디오》 - 게스트
- SBS 파워FM 《두시탈출 컬투쇼》 - 스타와 토킹 어바웃 (게스트)
- KBS 쿨FM 《박명수의 라디오쇼》 - 직업의 섬세한 세계 (게스트)
- MBC FM4U 《오늘아침 정지영입니다》 (게스트)
- MBC 표준FM 《정선희, 문천식의 지금은 라디오 시대》 (게스트)

## 저서
- 2002년 신조리용어 (신광출판사)
- 2005년 빅마마 이혜정의 꼭 먹고 싶은 요리 (서울문화사)
- 2005년 빅마마의 쿠킹 다이어리 (베스트홈)
- 2010년 빅마마꽃이 피었습니다 (행복한책장)